# Krysten Ritter
Krysten Alice Ritter (født 16. december 1981 i Shickshinny, Pennsylvania) er en amerikansk skuespiller og model, som blandt andet er kendt for sin rolle som Jessica Jones i Jessica Jones

## Filmografi
- Big Eyes (2014)
- BFF & baby (2011)
- Killing Bono (2011)
- Vamps (2011)
- How to Make Love to a Woman (2010)
- Overscoring (2010)
- Confessions of a Shopaholic (2009)
- Til jackpot os skiller (2008)